# Pierre Plessers
Pierre Plessers, le 6 octobre 1956 à Overpelt et mort le 30 avril 1993 à Neerpelt, est un joueur de football belge qui évoluait au poste de milieu de terrain. Il est principalement connu pour les dix saisons qu'il passe au Waterschei THOR, disputant plus de 200 matches de première division et remportant deux fois la Coupe de Belgique. Il prend sa retraite sportive en 1992. Un an plus tard, il se donne la mort en se jetant sous un train.

## Carrière
Pierre Plessers commence le football au K. V&V Overpelt-Fabriek, le club de sa ville natale, en 1976. À l'époque, le club évolue en troisième division. Après deux saisons, il est transféré par le Waterschei THOR et découvre la Division 1 où le club effectue son retour. Il s'impose dans le onze de base de l'équipe dès ses débuts et fait partie des joueurs importants de ce que l'on nommera plus tard la « grande équipe de Waterschei ». Le club remporte la Coupe de Belgique en 1980 et en 1982. Il participe également à l'épopée du club en Coupe des Vainqueurs de coupe 1982-1983, qui le voit éliminer le PSG et atteindre les demi-finales où il sera battu par le futur vainqueur, Aberdeen. Les résultats sont moins bons les années suivantes et le club est relégué en Division 2 en 1986. Deux ans plus tard, il disparaît, absorbé par le rival ancestral de Winterslag pour former le K. RC Genk.
Pierre Plessers n'est pas retenu dans le noyau du club fusionné et part pour un autre club limbourgeois actif en deuxième division, le K. FC Lommelse SK, à deux pas d'Overpelt. Il reçoit une place de titulaire dans l'entrejeu du club, qu'il conserve pendant deux ans et demi. Au début de l'année 1991, il perd sa place dans le onze de base. En mai 1992, le club remporte le titre de champion et accède pour la première fois de son histoire à la première division. Le joueur décide alors de prendre sa retraite sportive.
Il reste dans le milieu du football et est nommé entraîneur du petit club d'Eksel, en deuxième provinciale limbourgeoise. Il est licencié en février 1993 à cause des mauvais résultats du club. Le 30 avril 1993, il se suicide en se jetant sous un train près de Neerpelt.

## Palmarès
- Deux fois vainqueur de la Coupe de Belgique: 1980 et en 1982 (avec Waterschei THOR).
- Champion de deuxième division belge: 1992 (avec le K. FC Lommelse SK).

## Statistiques
| Saison                | Club                  | Championnat           | Championnat | Championnat | Coupe(s) nationale(s) | Coupe(s) nationale(s) | Compétition(s) continentale(s) | Compétition(s) continentale(s) | Compétition(s) continentale(s) | Total | Total |
| Saison                | Club                  | Division              | M.          | B.          | M.                    | B.                    | Comp.                          | M.                             | B.                             | M.    | B.    |
| 1976-1977             | KVV Overpelt Fabriek  | Division 3            | -           | -           | -                     | -                     | -                              | 0                              | 0                              | 0     | 0     |
| 1977-1978             | KVV Overpelt Fabriek  | Division 3            | -           | -           | -                     | -                     | -                              | 0                              | 0                              | 0     | 0     |
| Sous-total            | Sous-total            | Sous-total            | -           | -           | -                     | -                     | -                              | 0                              | 0                              | 0     | 0     |
| 1978-1979             | Waterschei THOR       | Division 1            | 31          | 0           | -                     | -                     | -                              | 0                              | 0                              | 31    | 0     |
| 1979-1980             | Waterschei THOR       | Division 1            | 31          | 0           | -                     | -                     | -                              | 0                              | 0                              | 31    | 0     |
| 1980-1981             | Waterschei THOR       | Division 1            | 31          | 6           | -                     | -                     | C2                             | 4                              | 1                              | 35    | 7     |
| 1981-1982             | Waterschei THOR       | Division 1            | 33          | 7           | -                     | -                     | -                              | 0                              | 0                              | 33    | 7     |
| 1982-1983             | Waterschei THOR       | Division 1            | 33          | 2           | -                     | -                     | C2                             | 7                              | 1                              | 40    | 3     |
| 1983-1984             | Waterschei THOR       | Division 1            | 28          | 0           | -                     | -                     | -                              | 0                              | 0                              | 28    | 0     |
| 1984-1985             | Waterschei THOR       | Division 1            | -           | 1           | -                     | -                     | -                              | 0                              | 0                              | 0     | 1     |
| 1985-1986             | Waterschei THOR       | Division 1            | 32          | 0           | -                     | -                     | -                              | 0                              | 0                              | 32    | 0     |
| 1986-1987             | Waterschei THOR       | Division 2            | 26          | 3           | 5                     | 0                     | -                              | 0                              | 0                              | 31    | 3     |
| 1987-1988             | Waterschei THOR       | Division 2            | 27          | 1           | -                     | -                     | -                              | 0                              | 0                              | 27    | 1     |
| Sous-total            | Sous-total            | Sous-total            | 272         | 20          | -                     | -                     | -                              | 11                             | 2                              | 283   | 22    |
| 1988-1989             | KFC Lommelse SK       | Division 2            | 18          | 1           | 0                     | 0                     | -                              | 0                              | 0                              | 18    | 1     |
| 1989-1990             | KFC Lommelse SK       | Division 2            | 31          | 0           | 4                     | 0                     | -                              | 0                              | 0                              | 35    | 0     |
| 1990-1991             | KFC Lommelse SK       | Division 2            | 22          | 1           | 5                     | 0                     | -                              | 0                              | 0                              | 27    | 1     |
| 1991-1992             | KFC Lommelse SK       | Division 2            | 13          | 1           | 2                     | 0                     | -                              | 0                              | 0                              | 15    | 1     |
| Sous-total            | Sous-total            | Sous-total            | 85          | 3           | 11                    | 0                     | -                              | 0                              | 0                              | 96    | 3     |
| Total sur la carrière | Total sur la carrière | Total sur la carrière | 357         | 23          | 11                    | 0                     | -                              | 11                             | 2                              | 379   | 25    |